# Centre de rétention administrative d'Oissel
Le centre de rétention administrative d'Oissel est un centre de rétention administrative (CRA) situé à Oissel, près de Rouen, dans le département de Seine-Maritime.

## Historique
Le centre de rétention administrative d'Oissel a été créé en 2004, sur un terrain appartenant à l'École nationale de police d'Oissel, au milieu d'une forêt. 
Dans l'arrêt Popov contre France du 19 janvier 2012, la France a été condamnée par la Cour européenne des droits de l'homme pour avoir placé une famille, un bébé et un jeune enfant accompagnant leurs parents, dans le centre de rétention administrative d'Oissel dans l'attente de leur expulsion vers le Kazakhstan,. 
En 2014, huit étrangers en situation irrégulière réussissent à sortir, en dévissant une des grilles de protection d'une fenêtre de leur dortoir. Le 14 octobre 2022, neuf migrants retenus dans ce centre s'en évadent, après avoir creusé un trou dans un mur,.
En avril 2024, une dizaine d'étrangers parviennent de nouveau à s'échapper du centre de rétention

## Caractéristiques du centre
Dans son Annuaire de la Convention européenne des droits de l'homme de 2012, le Conseil de l'Europe fait un certain nombre d'injonctions à la France concernant le traitement des étrangers dans le centre de rétention administrative d'Oissel : fin des comportements méprisants envers les étrangers retenus, aménagements nécessaires des bâtiments et de la cour, nécessité d'organiser des consultations de dentistes, etc.. À ces reproches, le gouvernement français répond en soulignant l'absence de procédure judiciaire à l'encontre de personnel du centre de rétention administrative d'Oissel et en précisant que certains des travaux demandés ont été réalisés et que les soins dentaires nécessaires sont  prodigués.
Selon un rapport de la Cimade datant de 2018, ce centre est vétuste,. Le rapport du controleur général des lieux de privation de liberté rendu à la suite d'une visite du centre de rétention administrative d'Oissel en août 2019 relève trois « bonnes pratiques », qui touchent à l'organisation du travail, mais formule une cinquantaine de « recommandations » (qui doivent faire l'objet d'un suivi par le ministère en charge), concernant l'accès aux lieux, l'enfermement de mineurs, l'information des personnes retenues, leurs possibilités d'écrire et d'accéder à internet, les locaux, la nourriture, le menottage lors des transferts, etc.
En février 2020, une manifestation d'une cinquantaine de membres d'associations de défense des sans-papiers dénonce les conditions de vie des étrangers dans ce centre. Ces derniers sont alors une quarantaine d'hommes et une dizaine de femmes. Certains se plaignent de mauvais traitements. Un mois après, en mars 2020, lors du premier des confinements liés à la pandémie de Covid-19 en France, la question de la fermeture des centres de rétention administrative est posée. Saisie par le ministère public, la cour d'appel de Rouen choisit de maintenir au centre de rétention administrative d'Oissel un Tunisien parce qu'il n'y a alors pas de contamination dans ce centre, que les étrangers y sont peu nombreux et que par conséquent des barrières sanitaires y sont mises en place.